# Fort Loupé de Rennemoulin
Le fort Loupé de Rennemoulin est un bunker défensif situé sur le territoire communal de Rennemoulin, dans la plaine de Versailles et le département des Yvelines.

## Géographie
Le fort Loupé est situé au Nord-Ouest de Versailles, entre les villages de Noisy-le-Roi et de Fontenay-le-Fleury ; il se trouve également entre le fort du Trou-d'Enfer et le fort de Saint-Cyr.
Situé sur une colline de la plaine de Versailles et sur la rive gauche du ru de Gally, ce bunker est entouré par quelques arbres et il est complètement enclavé par des champs cultivés. De ce fait, aucun chemin ne permet d'y accéder.

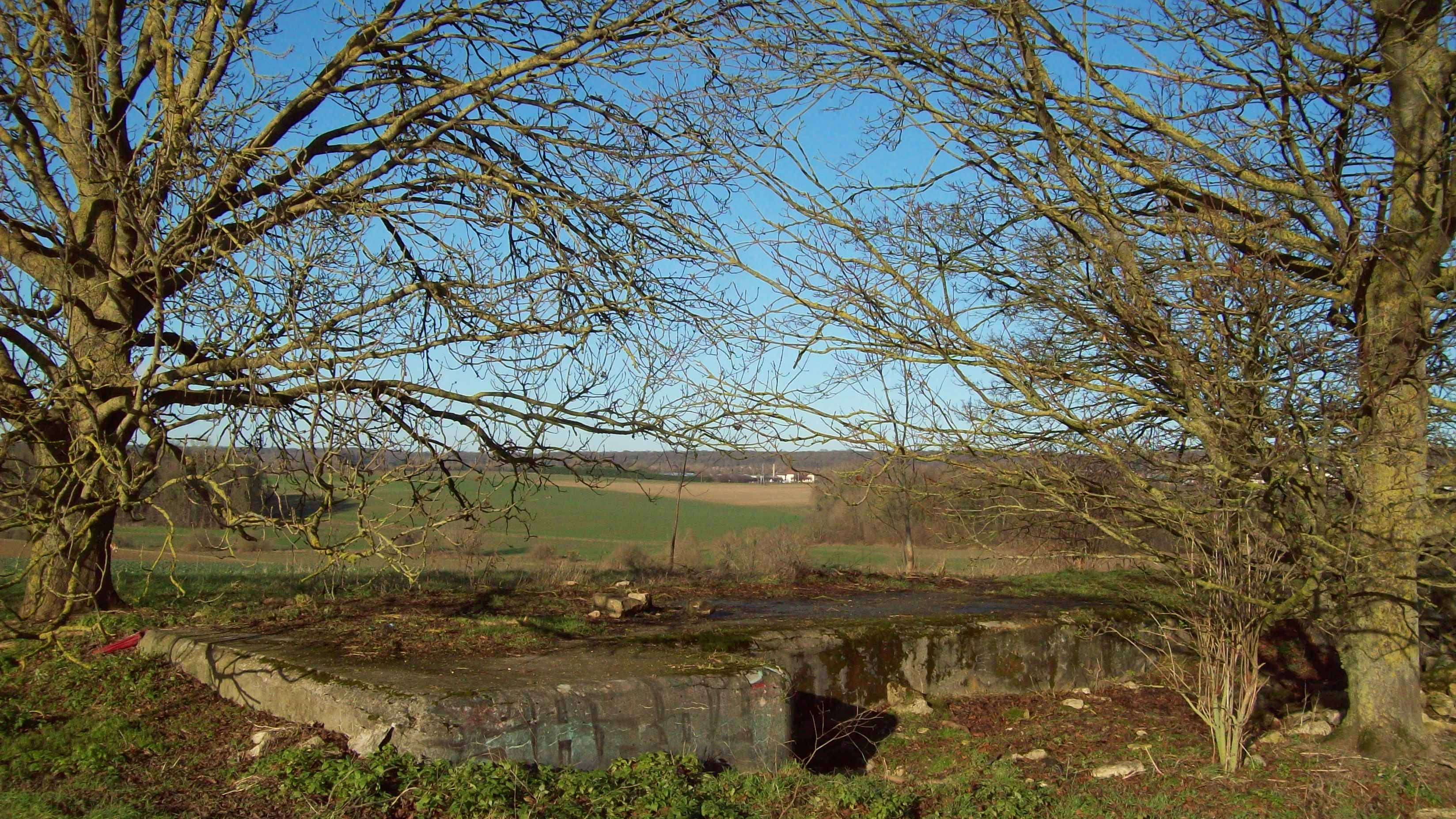
Vue depuis le Sud-Est.

## Historique
Le fort Loupé est construit en 1914, au début de la Première Guerre mondiale, à l'emplacement d'une ancienne remise à gibier appelée « Remise de Veaux »,. Il fait alors partie du secteur défensif de Paris.
Ce bunker défensif est désaffecté depuis une date inconnue du XXe siècle. Par conséquent son état se détériore peu à peu et cela surtout à l'intérieur, l'élément le plus dégradé étant la partie en acier du plafond.

## Architecture
Le fort Loupé est enterré au trois-quarts et se compose de deux entrées, une au Sud-Est et une au Nord-Est, qui sont reliées l'une à l'autre par un étroit couloir intérieur. À l'Ouest de celui-ci se trouvent quelques cloisons épaisses, créant ainsi des espaces séparés qui avaient chacun une fonction. 
Sur le mur intérieur de l'Est, il y a des ouvertures carrées et rondes de différentes tailles ; certaines sont visibles depuis l'extérieur. Enfin, des graffitis sur les murs intérieurs témoignent du fait que ce bunker est parfois visité, voire squatté.

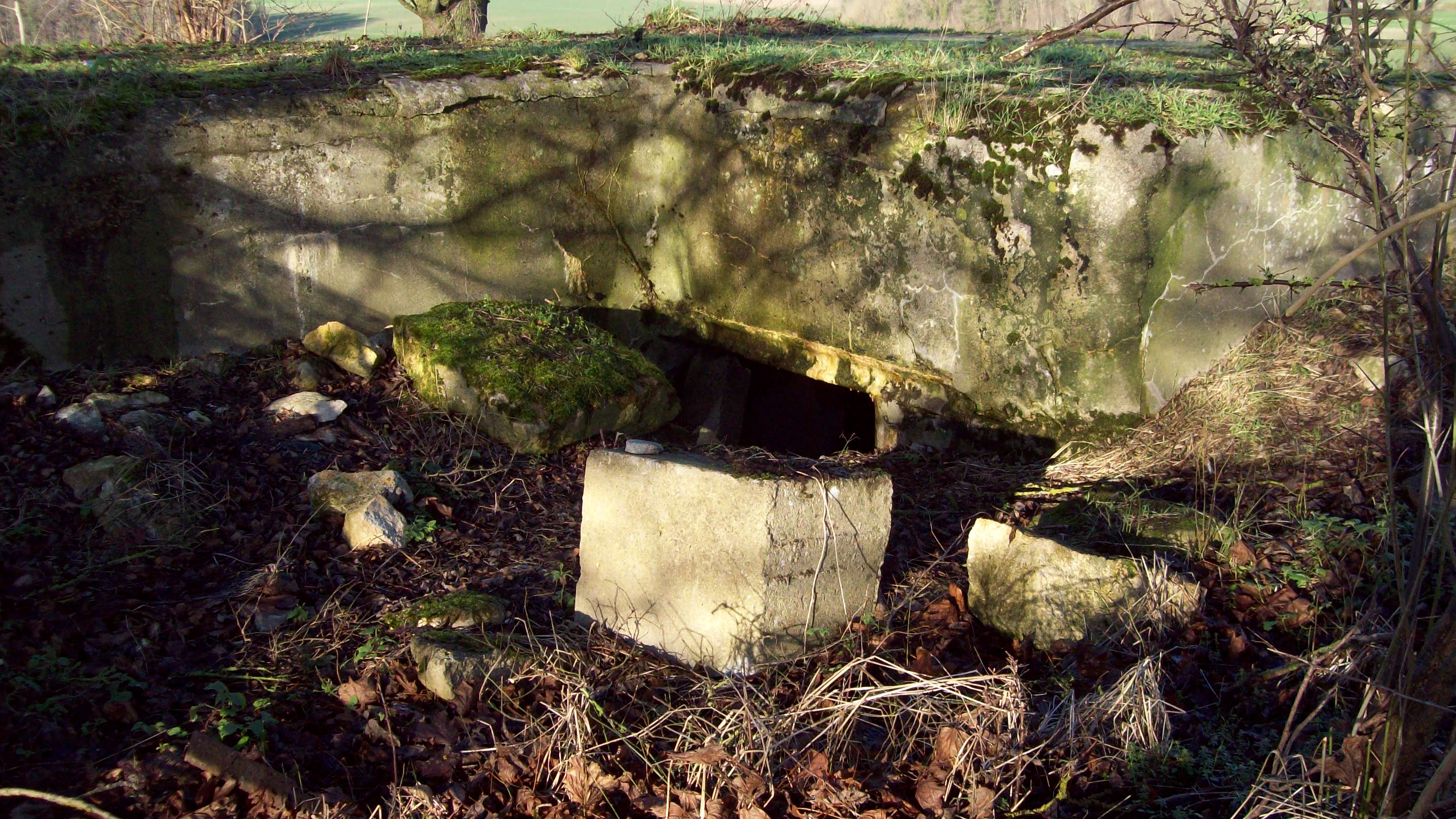
L'entrée du Nord-Est.
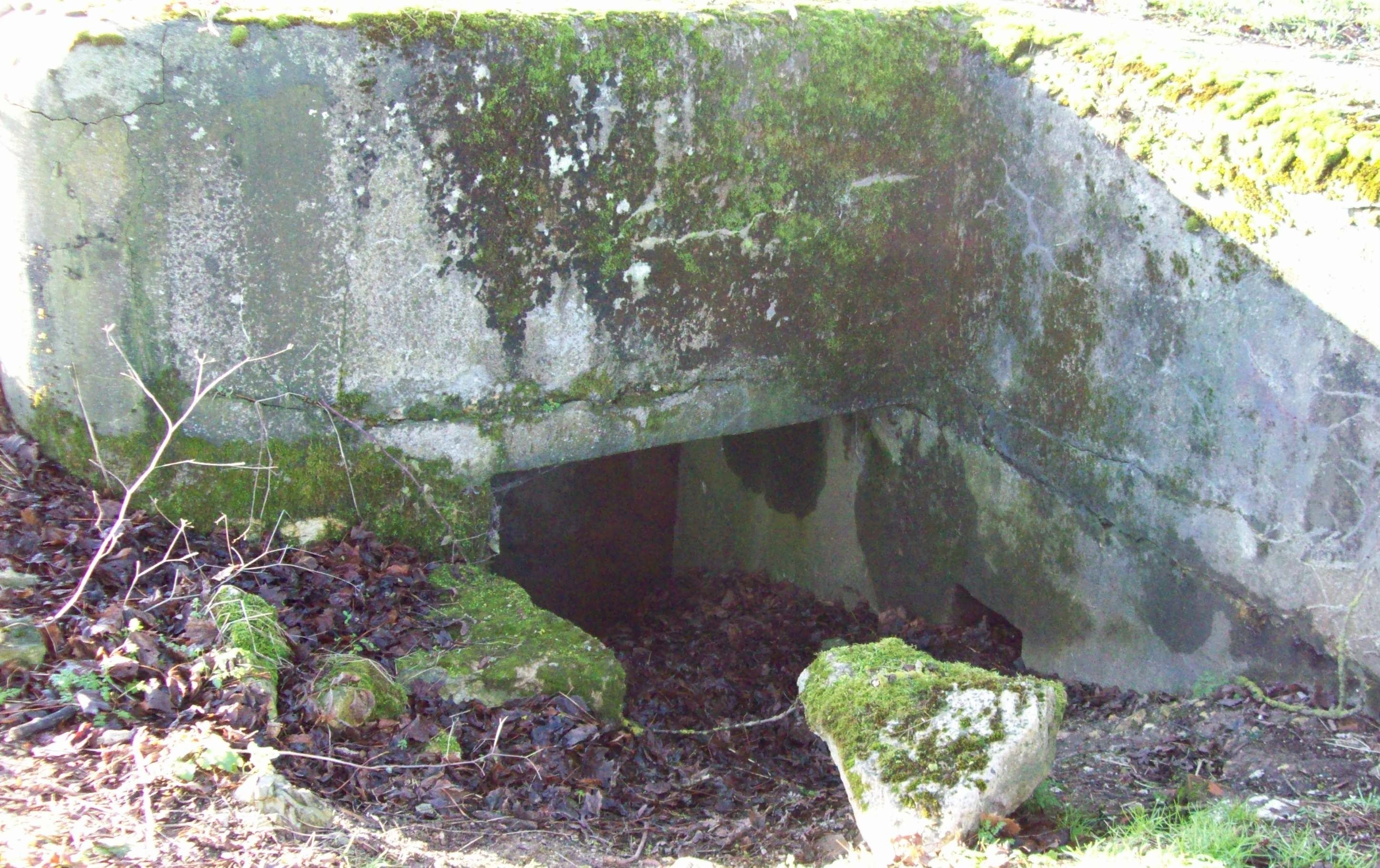
L'entrée du Sud-Est.
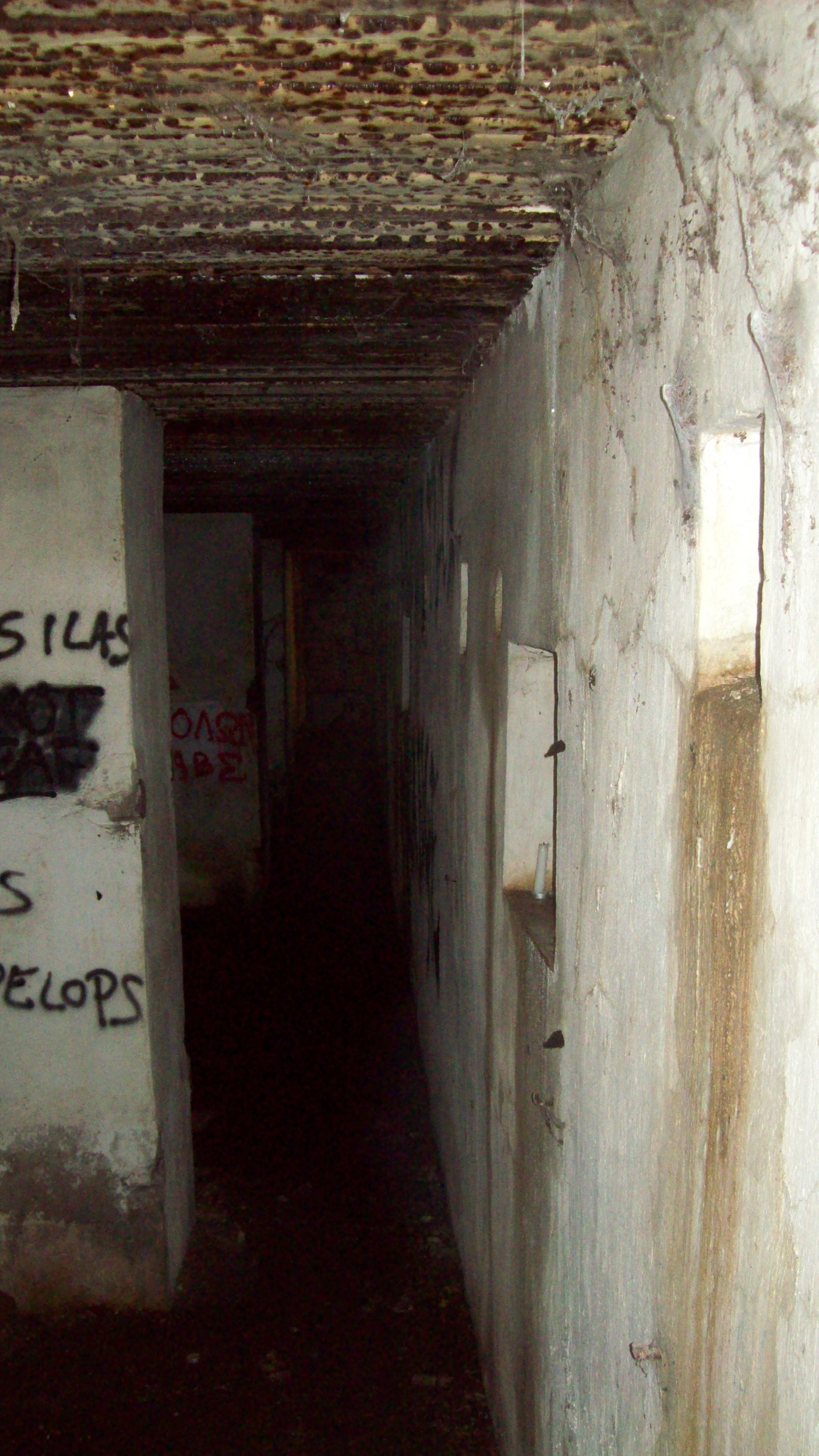
Vue générale du couloir, depuis le Sud.
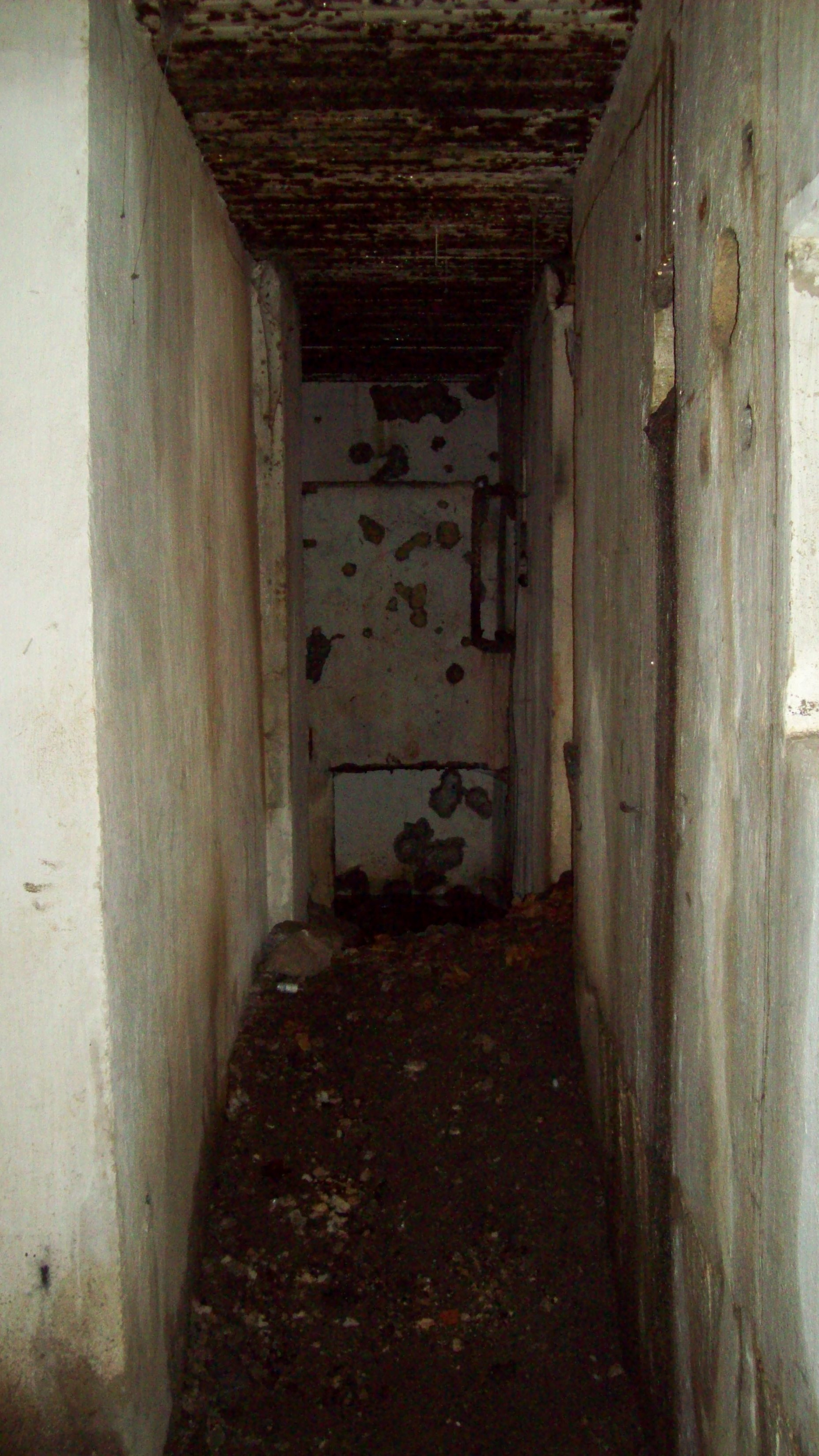
Le bout du couloir, côté Nord.
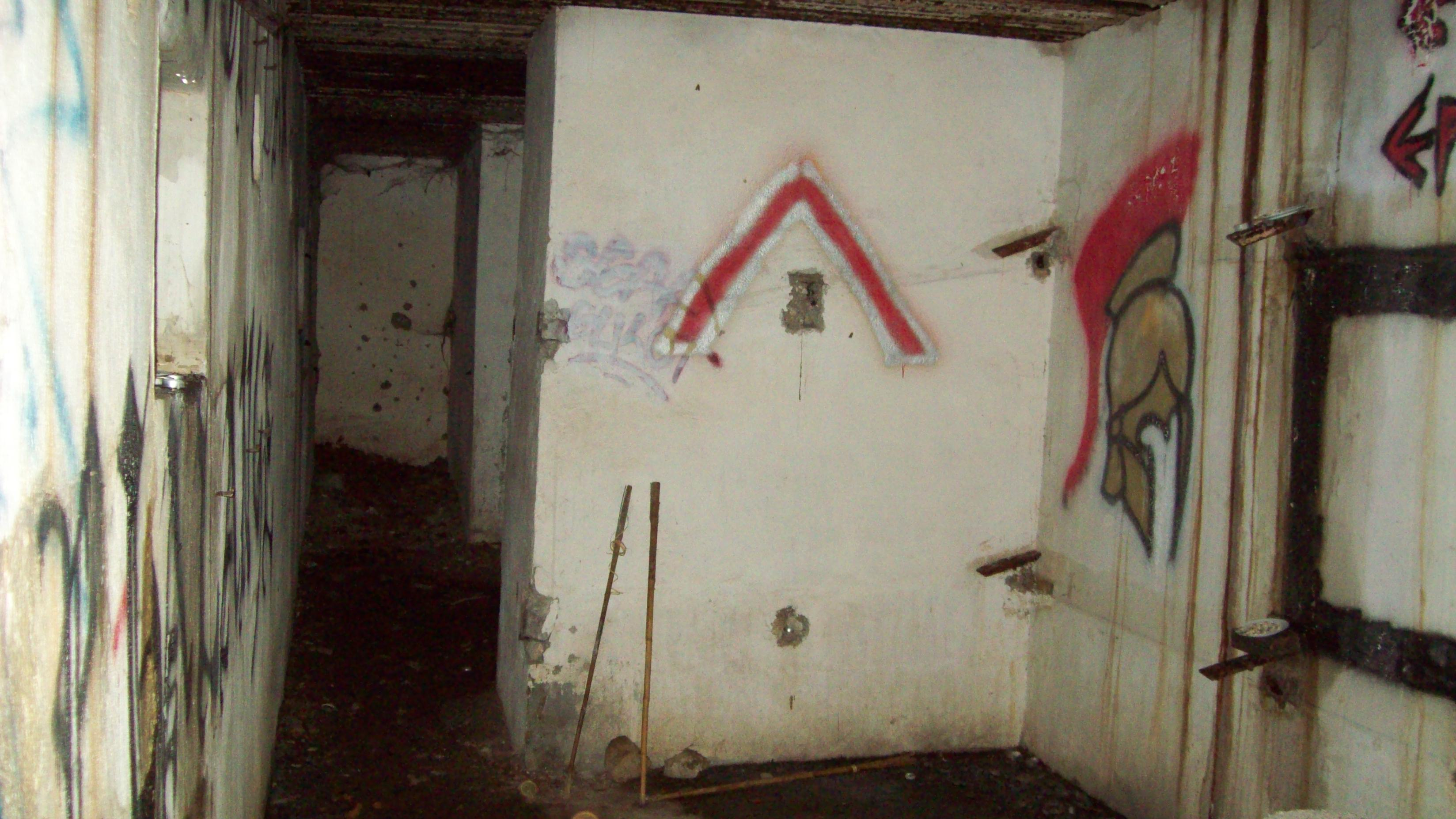
Le bout du couloir, côté Sud et un espace détérioré.
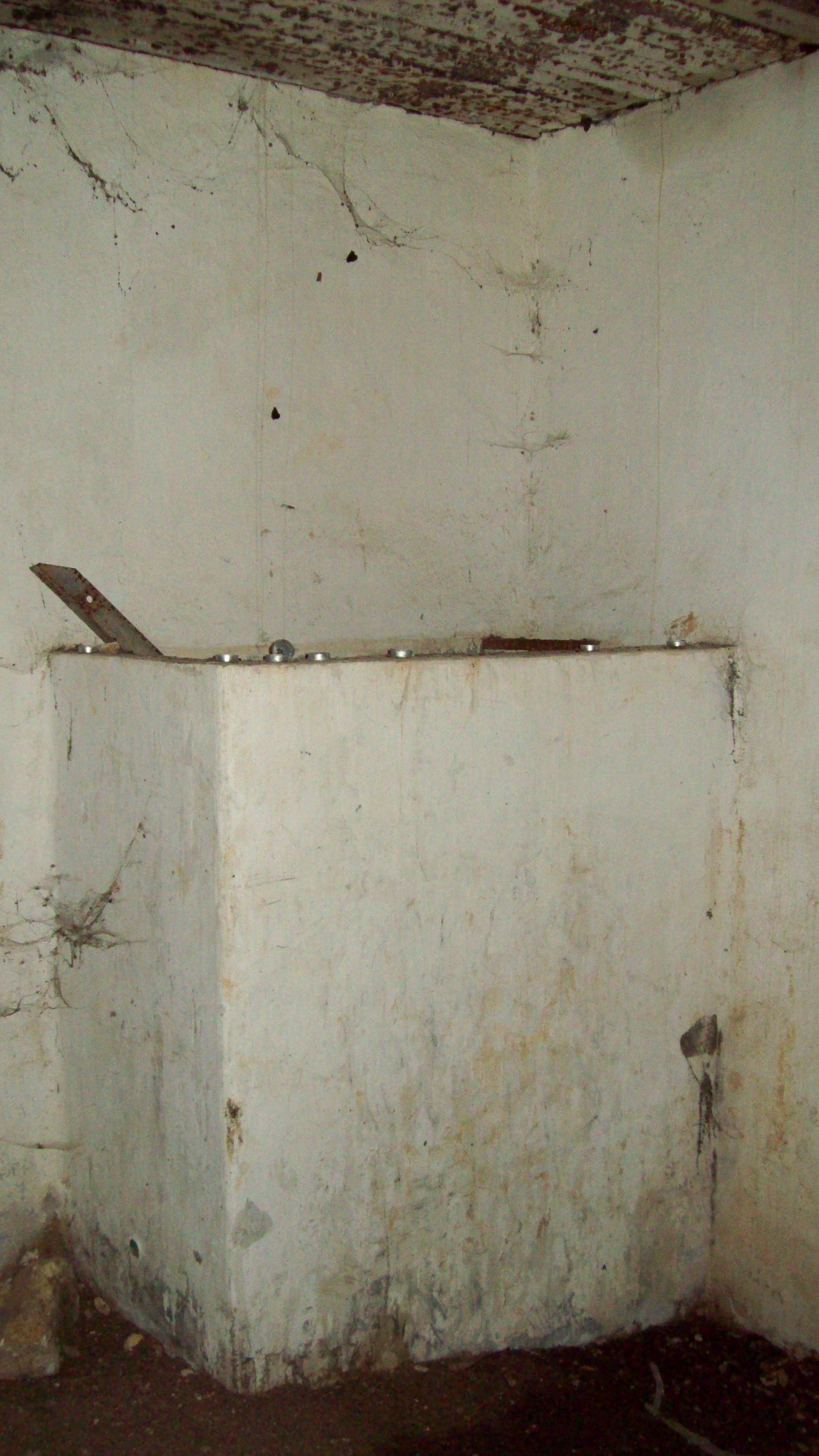
Un possible réservoir.